# James Brolin
James Brolin, ursprungligen Craig Kenneth Bruderlin, född 18 juli 1940 i Los Angeles i Kalifornien, är en amerikansk skådespelare. 
Han började medverka i TV-serier direkt efter college och gjorde sin debut i serien Follow the Sun 1961. Han filmdebuterade 1963 i Hans vilda dotter. Han belönades med en Emmy 1970 för sin roll som den unge assistenten i TV-serien Marcus Welby, M.D.

## Privatliv
Brolin är gift med Barbra Streisand sedan 1 juli 1998. Han är far till skådespelaren Josh Brolin. 

## Filmografi (urval)
- 1963 – Hans vilda dotter
- 1965 – Dear Brigitte
- 1965 – Von Ryans express
- 1968 – Bostonstryparen
- 1969–1976 – Marcus Welby, M.D. (TV-serie)
- 1976 – Gable and Lombard
- 1977 – Djävulsbilen
- 1977 – Capricorn One
- 1979 – Huset som Gud glömde
- 1980 – Boyds jakt
- 1997 – Lewis & Clark & George
- 1997 – Goodbye America
- 1997–2000 – Pensacola - vingar av guld (TV-serie) (66 avsnitt)
- 2000 – Traffic
- 2002 – Catch Me If You Can
- 2003 – A Guy Thing
- 2006 – The Alibi
- 2007 – Mysterious
- 2009 – The Goods: Live Hard, Sell Hard
- 2022 – Lightyear (röst)
- 2025 – Ransom Canyon (TV-serie)